# Erebus celebensis
Erebus celebensis là một loài bướm đêm trong họ Erebidae.